# Спеллман, Фрэнсис Джозеф
Фрэнсис Джозеф Спеллман (англ. Francis Joseph Spellman; 4 мая 1889, Уитмен, США — 2 декабря 1967, Нью-Йорк, США) — американский кардинал. Титулярный епископ Силы и вспомогательный епископ Бостона с 30 июля 1932 по 15 апреля 1939. Архиепископ Нью-Йорка с 15 апреля 1939 по 2 декабря 1967. Кардинал-священник с 18 февраля 1946, с титулом церкви Санти-Джованни-э-Паоло с 22 февраля 1946.
Известен тем, что 29 ноября 1958 года венчал Эдварда Кеннеди и его первую жену Джоан.